# سالزبری (حوزه سرشماری)، ماساچوست
سالزبری (به انگلیسی: Salisbury) یک منطقهٔ مسکونی در ایالات متحده آمریکا است که در شهرستان اسکس، ماساچوست واقع شده‌است. سالزبری ۱۹٫۴ کیلومتر مربع مساحت و ۴٬۸۶۹ نفر جمعیت دارد و ۹ متر بالاتر از سطح دریا واقع شده‌است.